# Чой Мин-джон
В това корейско име фамилията Чой стои отпред.
Чой Мин-джон или Минджон Чой (на корейски: 최민정; 9 септември 1998, Съннам, Южна Корея) е южннокорейска състезателка по шорттрек.
Олимпийска шампионка е на 1500 и на 3000 метра на Зимните олимпийски игри в Пьонгчанг от 2018 и многократна световна шампионка от 2015 година.

## Биография
Родена през 1998 година в Съннам, Южна Корея.
През 2014 година става световна шампионка за девойки. На Зимните олимпийски игри през 2018 г. печели първо място и златен медал на 1500 м и злато с отбора си на 3000 м щафета. Чой поставя и до момента държи олимпийския рекорд на 500 м, като чупи предишния олимпийски рекорд на Елиз Кристи с 0,45 секунди.
През 2015 година на Световното първенство в Москва печели златите медали на 1000 м, 3000 м, в многобоя и щафетата, а също и бронз на 1500 м.

## Успехи
Олимпийски игри
| Олимпиада      | 500 м | 1000 м | 1500 м | щафета 3000 м |
| -------------- | ----- | ------ | ------ | ------------- |
| 2018 Пьонгчанг | DCF   | 4      | -      | Злато         |

- DCF – Дисквалифицирана във финала

- Шампион (2): 2018

Световно първенство
- Шампион (6): 2015, 2018
  -  Бронзов медал (1): 2018

Световно първенство за юноши и девойки
- Шампион (1): 2014